# Scathophaga albipes
Scathophaga albipes är en tvåvingeart som först beskrevs av Fabricius 1805.  Scathophaga albipes ingår i släktet Scathophaga, ordningen tvåvingar, klassen egentliga insekter, fylumet leddjur och riket djur. Inga underarter finns listade i Catalogue of Life.